# Григорьев, Святослав Иванович
Святослав Иванович Григорьев (24 октября 1948 года—30 октября 2019 года) — советский и российский учёный, педагог и социолог, член-корреспондент РАО (1992).

## Биография
Родился 24 октября 1948 года в с. Серп и Молот Заринского района Алтайского края.
Заместитель декана социологического факультета МГУ, Проректор Российского государственного социального университета.
В 1968 году — окончил Барнаульское педагогическое училище, в 1972 году — историко-филологический факультет Барнаульского государственного педагогического института, а в 1979 году — аспирантуру философского факультета МГУ.
В 1979 году — защитил кандидатскую диссертацию, тема: «Студенческий коллектив как социалистический коллектив и тенденции его развития в условиях развитого социализма».
В 1990 году — защитил докторскую диссертацию, тема: «Представления о социальной справедливости и механизм её осуществления в современном советском обществе (опыт изучения и обоснования целесообразности социологического исследования проблемы)».
В 1983 году — присвоено учёное звание доцента, в 1992 году — профессора.
В 1992 году — избран членом-корреспондентом Российской академии образования.
Работал комиссаром Алтайского краевого студенческого строительного отряда, инструктором Центрального штаба студенческих стройотрядов при ЦК ВЛКСМ.
Работал преподавателем, заведующим кафедрой, заведующим лабораторией социологии, директорм Комплекса «Социология, психология и социальная работа», деканом социологического факультета Алтайского государственного университета (1991—2004).
С 2004 по 2005 годы — вице-губернатор Алтайского края по вопросам социального сектора.
С 2006 по 2010 годы — заместитель председателя Учебно-Методического объединения вузов по образованию в области социальной работы при Министерстве образования и науки Российской Федерации.
Также являлся проректором Российского государственного социального университета (РГСУ) и заместителем декана социологического факультета МГУ.
Святослав Иванович Григорьев умер 30 октября 2019 года.

## Научная деятельность
Организатор и руководитель социологического исследования «Безвозмездный труд в студенческих строительных отрядах Алтайского края» (1974).
Автор концепции витализма (Григорьев, 2008, 2009, 2010, 2012; Григорьев, Гуслякова, 2009; Григорьев, Гуслякова, Говорухина, 2013), в которой активно представлена молодёжная проблематика.
Являлся научным руководителем Алтайского регионального научного центра Сибирского отделения РАО, председателем Правления Славянского общества Алтайского края, вице-президентом Ассоциации социальных педагогов и социальных работников России, вице-президентом Союза социологов России.
Автор свыше 150 научных работ, в том числе 16 монографий по проблемам социального развития современного общества, учебников и учебных пособий по социологии, психологии, социальной работе..
Под его руководством защищено 11 кандидатских и 4 докторских диссертации.

## Награды
- Премия Правительства Российской Федерации в области образования (в составе группы, за 2006 год) — за работу «Инновационно-модульный комплекс университетского образования по специальности и направлению „Социальная работа“ для образовательных учреждений высшего профессионального образования»[1]